# Elizabeth Povinelli

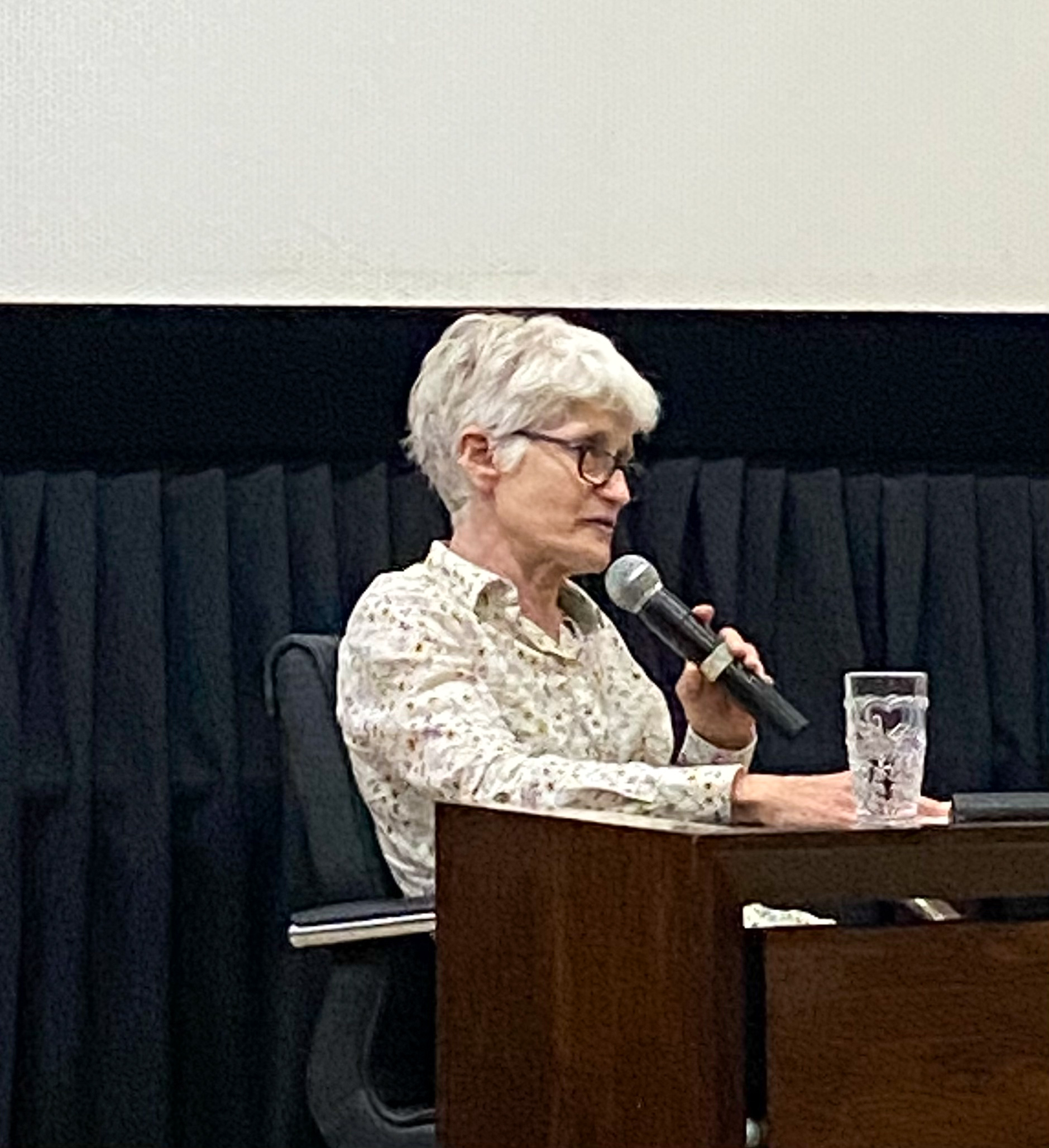
Elizabeth Povinelli, 2024

Elizabeth A. Povinelli (* 3. Februar 1962 in Buffalo) ist eine amerikanische Anthropologin.
Sie ist Franz Boas Professor of Anthropology an der Columbia University und dort Direktorin des Institute for Research on Women and Gender und war Co-Direktorin des Centre for the Study of Law and Culture. Ihre Forschung, Publikationen und Filme untersuchen den Liberalismus aus der Perspektive australisch-indigener und queerer Kontexte. Sie ist Autorin von Büchern und Aufsätzen zur kritischen Theorie des Liberalismus und ehemalige Herausgeberin der Fachzeitschrift Public Culture.

## Beruflicher Werdegang
Ihren Bachelor in Philosophie und Mathematik erhielt Povinelli 1984 am St. John’s College in Santa Fe. Ihren Master beendete sie 1988 an der Yale University, wo sie 1991 auch ihren PhD in Anthropologie absolvierte. Povinelli ist eines der Gründungsmitglieder des Karrabing Film Collective.

## Werk
Povinellis akademische Forschung konzentriert sich auf die Entwicklung einer kritischen Theorie des Siedlerliberalismus, der laut ihrer These eine „Anthropologie des Anderen“ fördert. Diese Theorie des „Anderen“, die in erster Linie von der Kolonialtheorie der Siedler und dem Pragmatismus geprägt ist, kritisiert Povinelli in Bezug auf dessen machtpolitische Konsequenzen.
In Geontologies: A Requiem to Late Liberalism zeigt Povinelli, dass der Begriff der Biopolitik von Foucault nicht in der Lage ist, zeitgenössische Mechanismen von Macht und Regierungsführung angemessen aufzudecken. Sie schlägt dahingehend den Begriff der Geontopower vor, der auch die Aspekte geologischer und ontologischer Machttechniken thematisiert. Geontologische Macht oder Geontopower bezieht sich auf die Machthierarchie innerhalb der spätliberalen Gesellschaft, die durch das bestimmt wird, was man Leben und Nicht-leben nennt. In diesem Rahmen dient beispielsweise die Unterscheidung zwischen Biologie und Geologie als Mechanismus, um indigene Völker von der Arbeits- und Lebenswelt der westlichen Gesellschaft auszuschließen und den Kolonialismus zu rechtfertigen. Geontologies untersucht diese Machtbildung aus der Perspektive der indigenen australischen Bevölkerung und deren Proteste und Kämpfe gegen den Siedlerstaat. Povinelli untersucht ebenfalls, wie zeitgenössische kritische Konzepte – anthropogener Klimawandel, Plastizität, neuer Materialismus, Antinormativität –, die eigentlich die Geontopower kritisieren wollen, oft unabsichtlich in eine Fundierung desselben umschlagen.
Gemeinsam mit dem Karrabing Film Collective hat Povinelli an Ausstellungen auf der Sydney Biennale, der Tate Modern in London, der Documenta-14 und dem MoMA, PS1 in New York teilgenommen.

## Auszeichnungen
- Empfängerin des German Transatlantic Program Prize und Fellow an der American Academy in Berlin im Herbst 2011.[5]

- Als Teil des Karrabing Film Collectives erhielt Povinelli den MIFF 2015 Cinema Nova Award für den besten Kurzspielfilm[6] und den Visible Award 2015.[7]

- 2018 wurde sie zur korrespondierenden Fellow der Australian Academy of the Humanities gewählt.[8]

- Geontologies: A Requiem to Late Liberalism wurde 2017 mit dem Lionel Trilling Book Award ausgezeichnet.[9]

## Publikationen (Auswahl)

### Monographien
- The Inheritance. Durham: Duke University Press, 2021.
- Geontologies: A Requiem to Late Liberalism. Durham: Duke University Press, 2016.
  - Geontologien. Requiem auf den Spätliberalismus, aus dem Englischen übersetzt von Axel Walter, Merve Verlag, Leipzig 2023, ISBN 978-3-96273-023-9.
- Economies of Abandonment: Social Belonging and Endurance in Late Liberalism. Durham: Duke University Press, 2011.
- The Empire of Love: Toward a Theory of Intimacy, Genealogy, and Carnality. Durham: Duke University Press, 2006.
- The Cunning of Recognition: Indigenous Alterities and the Making of Australian Multiculturalism. Durham: Duke University Press, 2002.
- Labor's Lot: The Power, History and Culture of Aboriginal Action. Chicago: The University of Chicago Press, 1994.

### Artikel
- „The Urban Intensions of Geontopower“, e-flux architecture, Mai 2019.
- „Mother Earth: Public Sphere, Biosphere, Colonial Sphere“, e-flux, #92, Juni 2018.
- „Horizons and Frontiers, Late Liberal Territoriality, and Toxic Habitats“, e-flux, #90, April 2018.
- „The Ends of Humans: Anthropocene, Autonomism, Antagonism and the Illusions of our Epoch“, South Atlantic Quarterly 116(2), 293–310, 2017.
- „Geontologies: The Concept and Its Territories“, e-flux, #81, April 2017.
- „Technologies of Public Form: Circulation, Transfiguration, Recognition.“ In: Technologies of Public Persuasion, Hg.: Dilip Parameshwar Gaonkar und Elizabeth A. Povinelli 15(3): 385-397, 2003.
- „Radical Worlds: The Anthropology of Incommensurability and Inconceivability.“ Annual Review of Anthropology. Volume 30: 319-334, 2001.

## Filme (Auswahl)
- Day in the Life (2020)
- The Mermaids, or Aiden in Wonderland (2018)
- Night Time Go (2017)
- The Jealous One (2017)
- Wutharr, Saltwater Dreams (2016)
- Windjarrameru, The Stealing C*nt$ (2015)
- Karrabing! Low Tide Turning (2012)
- When the Dogs Talked (2014)